# Kiedy Paryż wrze
Kiedy Paryż wrze – film amerykański z 1964 roku wyreżyserowany przez Richarda Quine.

## O filmie
Jest to produkcja z tzw. "fabułą szkatułkową". W główne role w filmie wcielają się William Holden i Audrey Hepburn, która otrzymywała 12,5 tysiąca dolarów tygodniowo wynagrodzenia plus 5 tysięcy dolarów na koszty utrzymania. Rolę epizodyczną zagrała Marlene Dietrich, występując jako ona sama. Drobną rolę zagrał także Mel Ferrer, w tamtym czasie mąż Audrey Hepburn.

## Fabuła
Film opowiada historię pisarza Richarda Bensona (William Holden), który otrzymuje zlecenie na napisanie scenariusza filmowego, ale przez 6 miesięcy nękany jest brakiem weny twórczej. Na trzy dni przed terminem oddania scenariusza zatrudnia do pomocy sekretarkę Gabrielle Simpson (Audrey Hepburn). Tworzą oni scenariusz, którego sami stają się bohaterami. W czasie pracy zbliżają się do siebie.

## Obsada
- Audrey Hepburn jako Gabrielle Simpson (Gabby)
- William Holden jako Richard Benson (Rick)
- Tony Curtis jako Maurice
- Noël Coward jako Alexander Meyerheim